# Hymedesmia pustula
Hymedesmia pustula är en svampdjursart som först beskrevs av Robert Fredric Fredrik Fristedt 1887.  Hymedesmia pustula ingår i släktet Hymedesmia och familjen Hymedesmiidae. Inga underarter finns listade i Catalogue of Life.